# Guillermo Aponte Reyes
Guillermo Aponte Reyes Ortiz (La Paz, Bolivia; 6 de junio de 1956) es un economista boliviano. Fue el presidente del Banco Central de Bolivia (BCB) desde el 17 de diciembre de 2019 hasta el 8 de octubre de 2020.
Así mismo, se desempeñó en el cargo de viceministro de pensiones y seguros de Bolivia desde el año 2002 hasta 2003 durante el segundo gobierno del presidente Gonzalo Sánchez de Lozada.
Durante su vida laboral, Guillermo Aponte Reyes trabajó como superintendente de Pensiones desde 1997 hasta 1998 durante el primer gobierno del presidente Gonzalo Sánchez de Lozada. Ocupó también el cargo de gerente general de la Caja Nacional de Salud. A la vez fue uno de los creadores del Seguro Nacional de Maternidad y Niñez, lo que valió ser nominado al Premio Internacional Natalie Massé.